# Tengerszem (Czarny Staw)
A Tengerszem (lengyelül Czarny Staw pod Rysami, vagyis magyarra fordítva: Fekete-tó a Tengerszem-csúcs alatt) a Magas-Tátra egyik gleccsertava. A lengyelek nevezik még Czarnym Stawem nad Morskim Okiem, vagyis magyarul Fekete-tó a Tengerszem felett néven is. A Tengerszem a tó régi magyar neve, sajnos napjainkban sokan a lengyel elnevezést magyarra fordítva tévesen Fekete-tónak hívják. A mellette magasodó Tengerszem-csúcs (Rysy) a magyar nevét erről a tóról kapta.

## Elhelyezkedése
A Tengerszem Lengyelország területén, Łysa Polanától néhány kilométerre, a Tátrában található. A gleccsertó 1580 méteres magasságban terül el, mintegy 180 méterrel a Halas-tó felett. A Tengerszemet a legmagasabb lengyel csúcs, a Tengerszem-csúcs (Rysy) táplálja olvadékvízzel. A tó területe mintegy 20,5 hektár, mélysége 76 méter, ezzel a második legmélyebb állóvíz a hegységben.

## Megközelítése
A Tátrai Nemzeti Park területén fekvő Tengerszemhez Łysa Polanától körülbelül tizenegy kilométert kell megtenni, és nagyjából 580 méteres szintkülönbséget kell leküzdeni. A Łysa Polanánál található parkolóból gyalog vagy a helyiek által üzemeltetett lóvontatású szekéren lehet feljutni a Halas-tóhoz, majd a tavat megkerülve fel kell kapaszkodni a Tengerszemhez. A fenyveseken, majd a törpefenyők sávján áthaladó út jelentős része aszfaltozott, néhány hurkot azonban meredek, korlátokkal övezett, nagy sziklákkal kirakott ösvényeken lehet levágni.

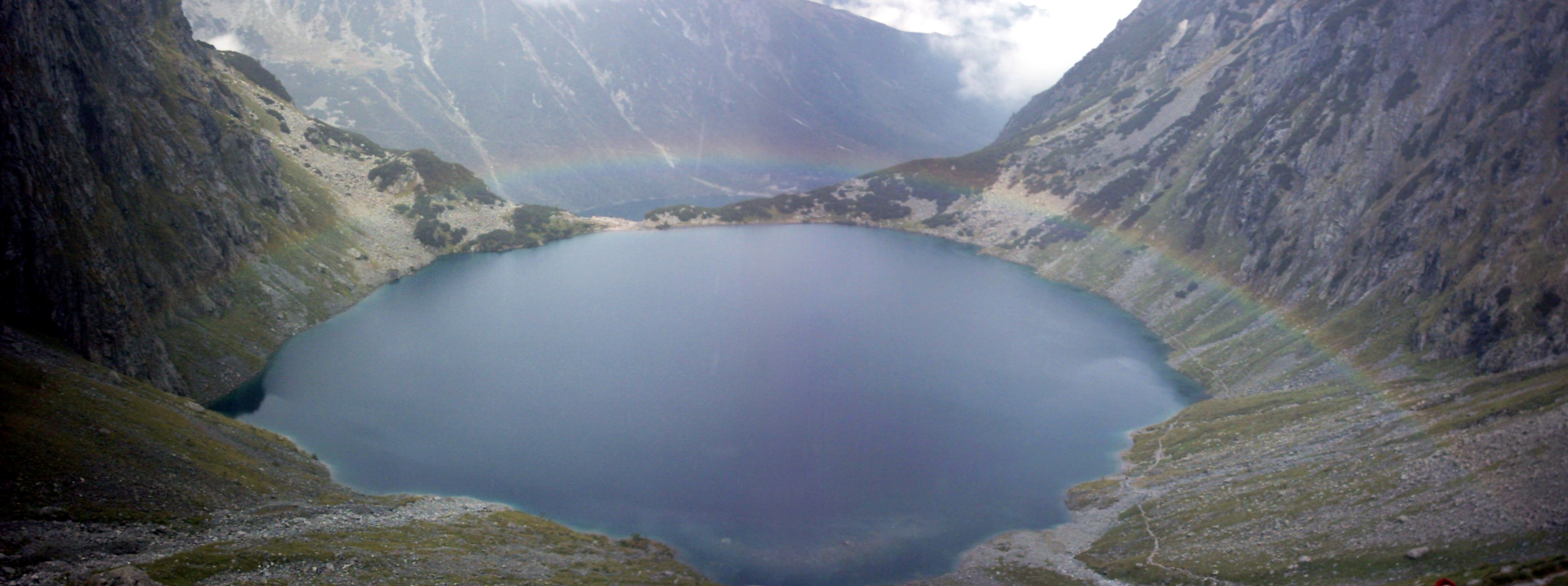
Szivárvány a Tengerszem felett